# Seznam českých velvyslanectví v zahraničí

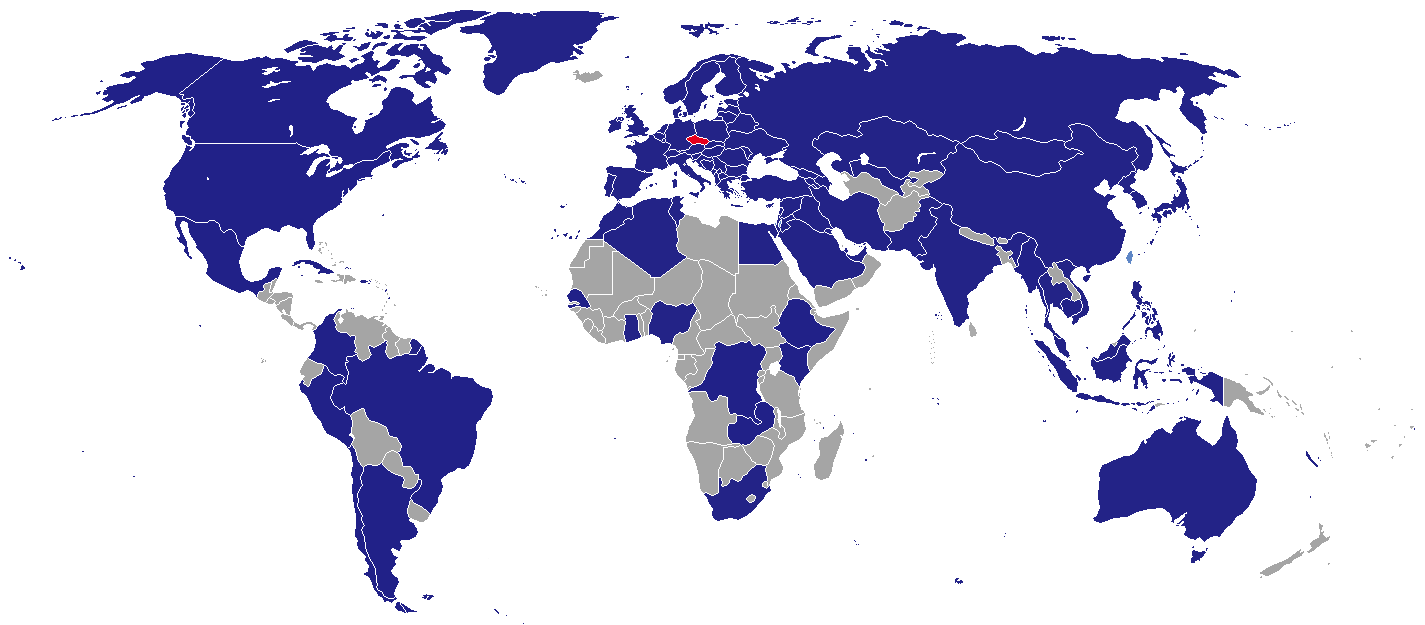
Země, kde působí český zastupitelský úřad

Toto je seznam zastupitelských úřadů České republiky v zahraničí platný k 27. dubnu 2022. Autoritní údaje Ministerstva zahraničí jsou uvedeny v externích odkazech na konci tohoto článku.

## Zastupitelský úřad (velvyslanectví)[1]

### Evropa
- Albánie (Tirana) – Seznam českých diplomatů

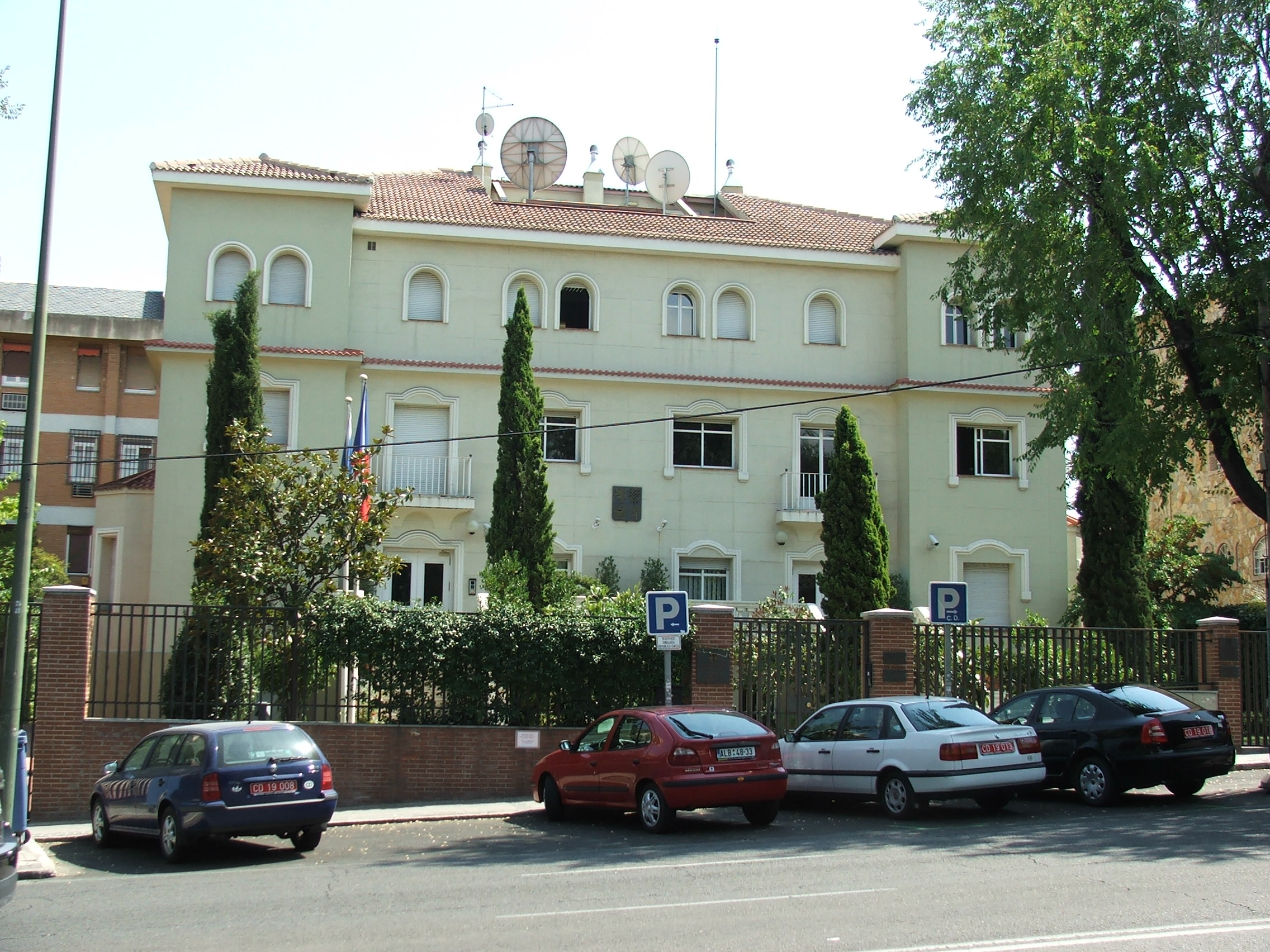
Česká ambasáda v Madridu

- Belgie (Brusel) – Seznam českých diplomatů
- Bělorusko (Minsk) – Seznam českých diplomatů
- Bosna a Hercegovina (Sarajevo) – Seznam českých diplomatů
- Bulharsko (Sofie) – Seznam českých diplomatů
  - konzulární jednatelství (Burgas)
- Černá Hora (Podgorica) – Seznam českých diplomatů
- Dánsko (Kodaň) – Seznam českých diplomatů

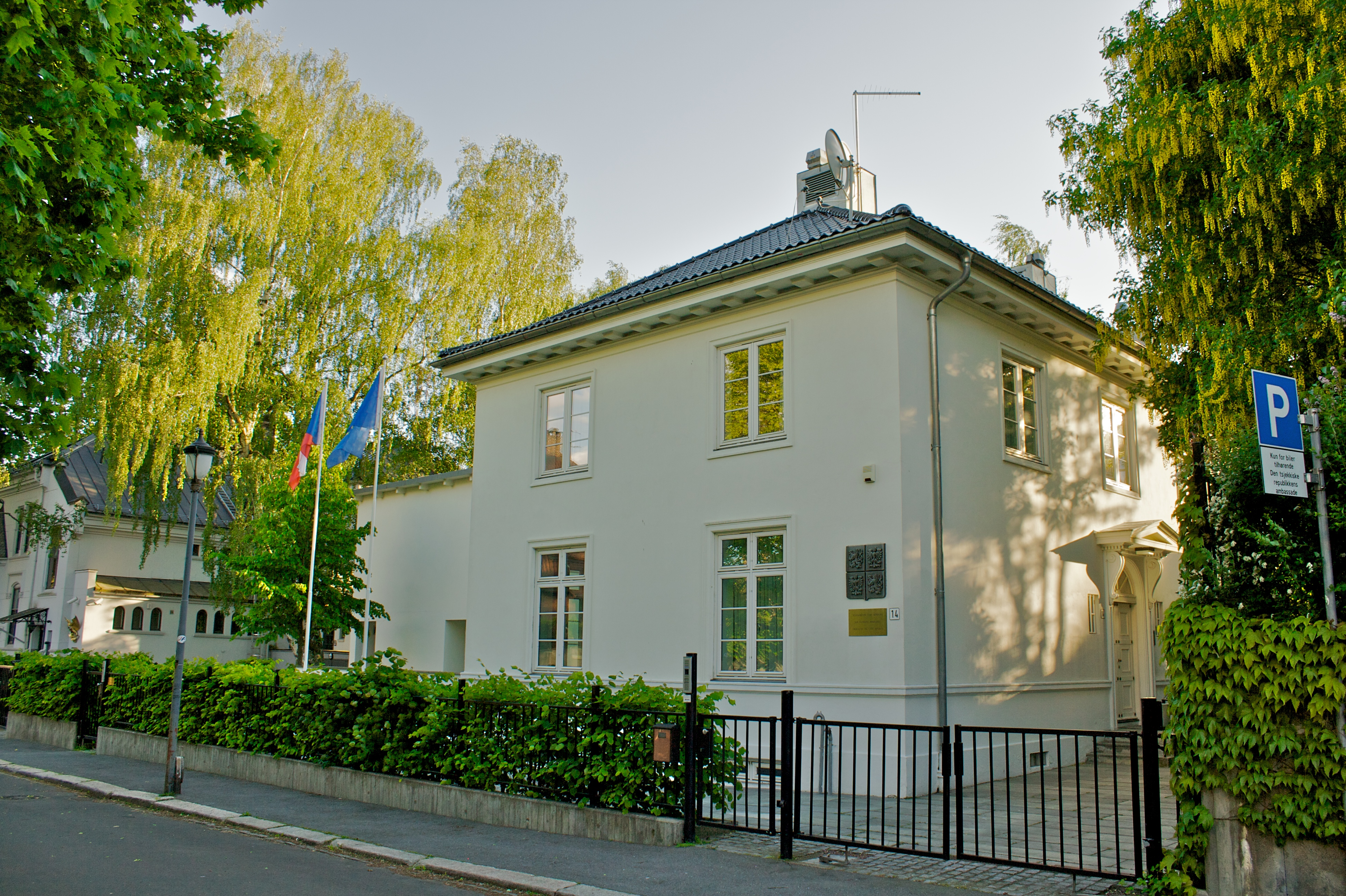
Česká ambasáda v Oslu

- Estonsko (Tallinn) – Seznam českých diplomatů
- Finsko (Helsinky) – Seznam českých diplomatů
- Francie (Paříž) – Seznam českých diplomatů – velvyslanectví
- Chorvatsko (Záhřeb) – Seznam českých diplomatů
  - konzulární jednatelství (Rijeka)
  - konzulární jednatelství (Split)

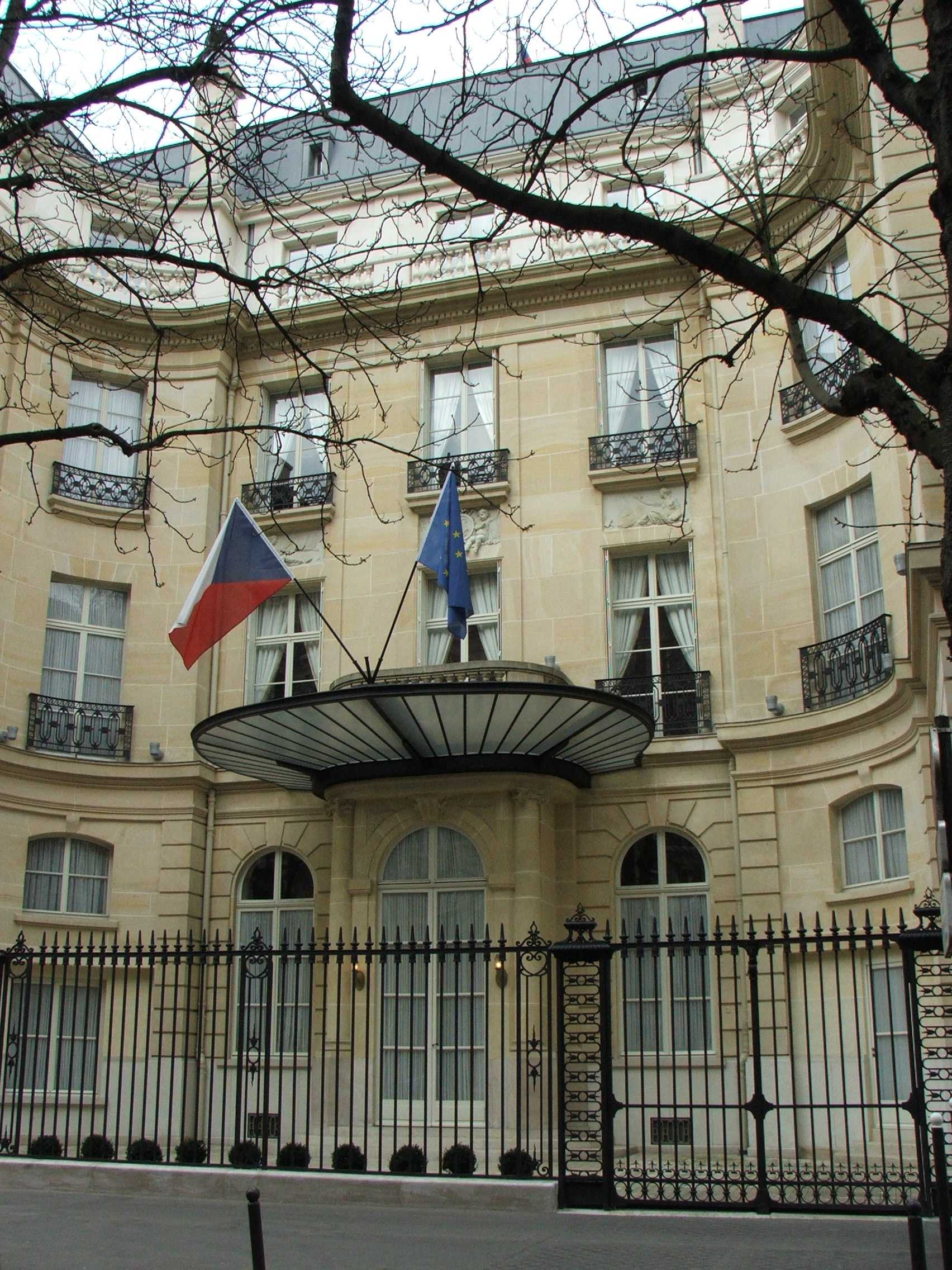
Česká ambasáda v Paříži

- Irsko (Dublin) – Seznam českých diplomatů
- Itálie (Řím) – Seznam československých a českých diplomatů
- Kosovo (Priština) – Seznam českých diplomatů
- Litva (Vilnius) – Seznam českých diplomatů
- Lotyšsko (Riga) – Seznam českých diplomatů

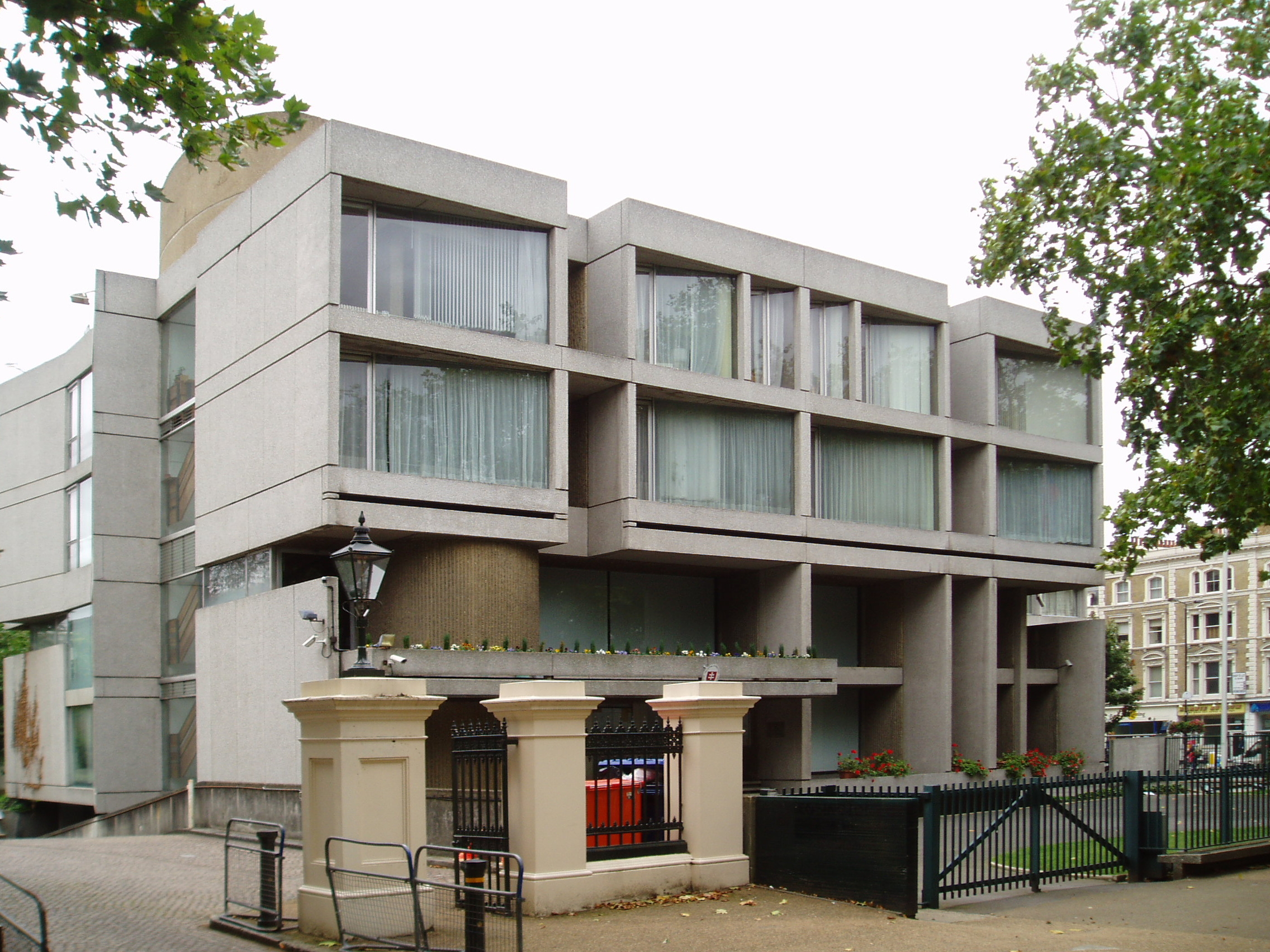
Československá (dnes slovenská) ambasáda v Londýně

- Lucembursko (Lucemburk) – Seznam českých diplomatů
- Maďarsko (Budapešť) – Seznam českých diplomatů
- Moldavsko (Kišiněv) – Seznam českých diplomatů
- Nizozemsko (Haag) – Seznam českých diplomatů
- Norsko (Oslo) – Seznam českých diplomatů
- Německo (Berlín) – Seznam českých diplomatů – velvyslanectví
- Polsko (Varšava) – Seznam československých a českých diplomatů
  - konzulární jednatelství (Przemysl)
- Portugalsko (Lisabon) – Seznam českých diplomatů
- Rakousko (Vídeň) – Seznam českých diplomatů
- Rumunsko (Bukurešť) – Seznam českých diplomatů
- Rusko (Moskva) – Seznam českých diplomatů
- Řecko (Athény) – Seznam českých diplomatů
- Severní Makedonie (Skopje)
- Slovensko (Bratislava) – Seznam českých diplomatů
  - konzulární jednatelství (Košice)
- Slovinsko (Lublaň) – Seznam českých diplomatů
- Spojené království (Londýn) – Seznam československých a českých diplomatů
- Srbsko (Bělehrad) – Seznam českých diplomatů – velvyslanectví
- Španělsko (Madrid) – Seznam českých diplomatů
  - konzulární jednatelství (Barcelona)
- Švédsko (Stockholm) – Seznam československých a českých diplomatů
- Švýcarsko (Bern) – Seznam českých diplomatů
- Ukrajina (Kyjev) – Seznam českých diplomatů
- Vatikán – Seznam českých diplomatů – velvyslanectví

### Asie

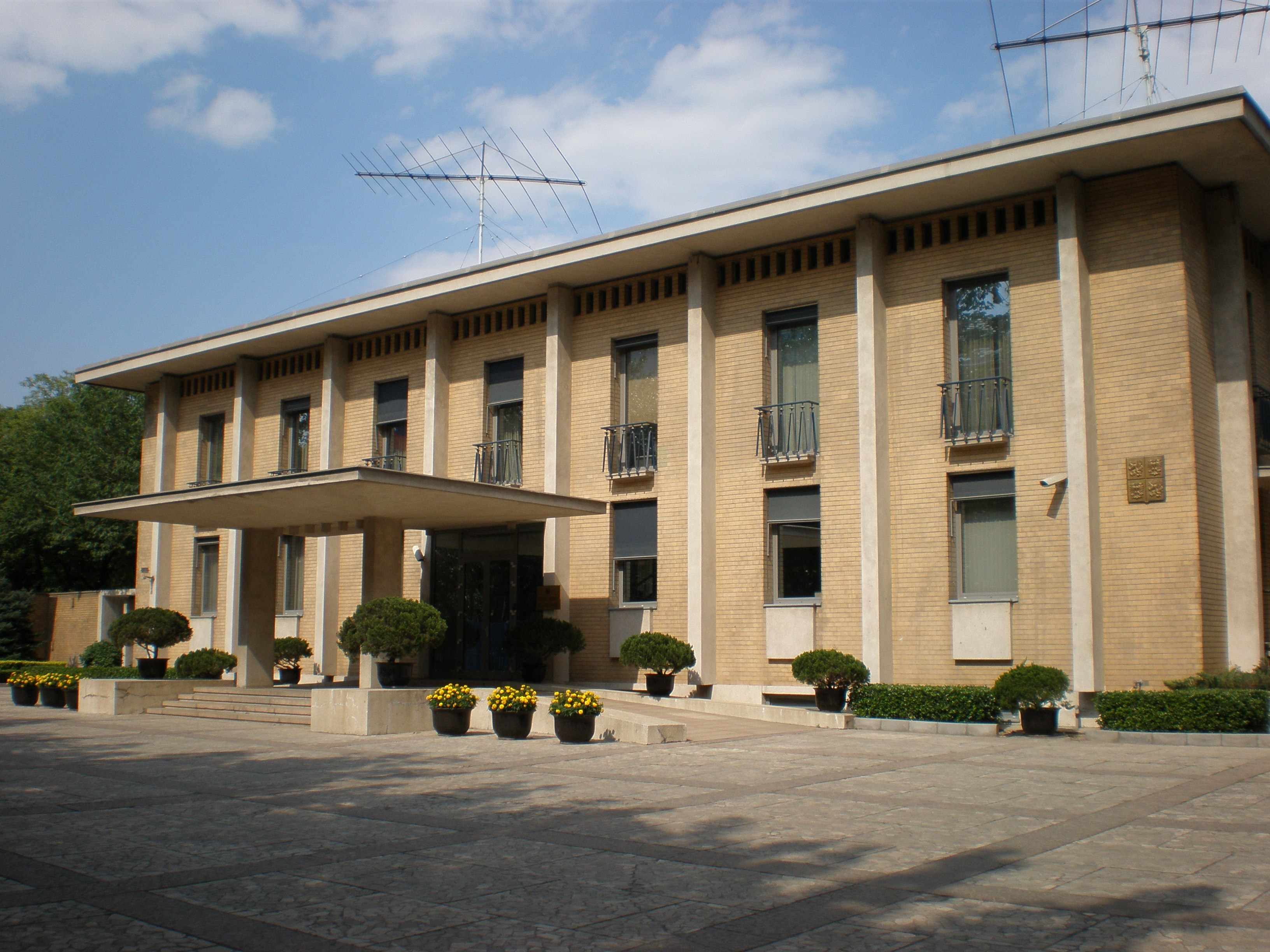
Česká ambasáda v Pekingu

- Afghánistán (Kábul) – dočasně uzavřen
- Arménie (Jerevan)
- Ázerbájdžán (Baku)
- Čína (Peking)
- Filipíny (Manila)
- Gruzie (Tbilisi)
- Indie (Nové Dillí)
- Indonésie (Jakarta)
- Irák (Bagdád)
- Írán (Teherán)
- Izrael (Tel Aviv) – Seznam českých diplomatů
  - pobočka českého velvyslanectví v Jeruzalémě[2]
- Japonsko (Tokio)
- Jižní Korea (Soul)

- Jordánsko (Ammán)
- Kambodža (Phnompenh)
- Kazachstán (Astana)
- Kuvajt (Kuvajt)
- Kypr (Nikósie)
- Libanon (Bejrút)
- Malajsie (Kuala Lumpur)
- Mongolsko (Ulánbátar)
- Myanmar (Barma) (Rangún)
- Pákistán (Islámábád)
- Saúdská Arábie (Rijád)

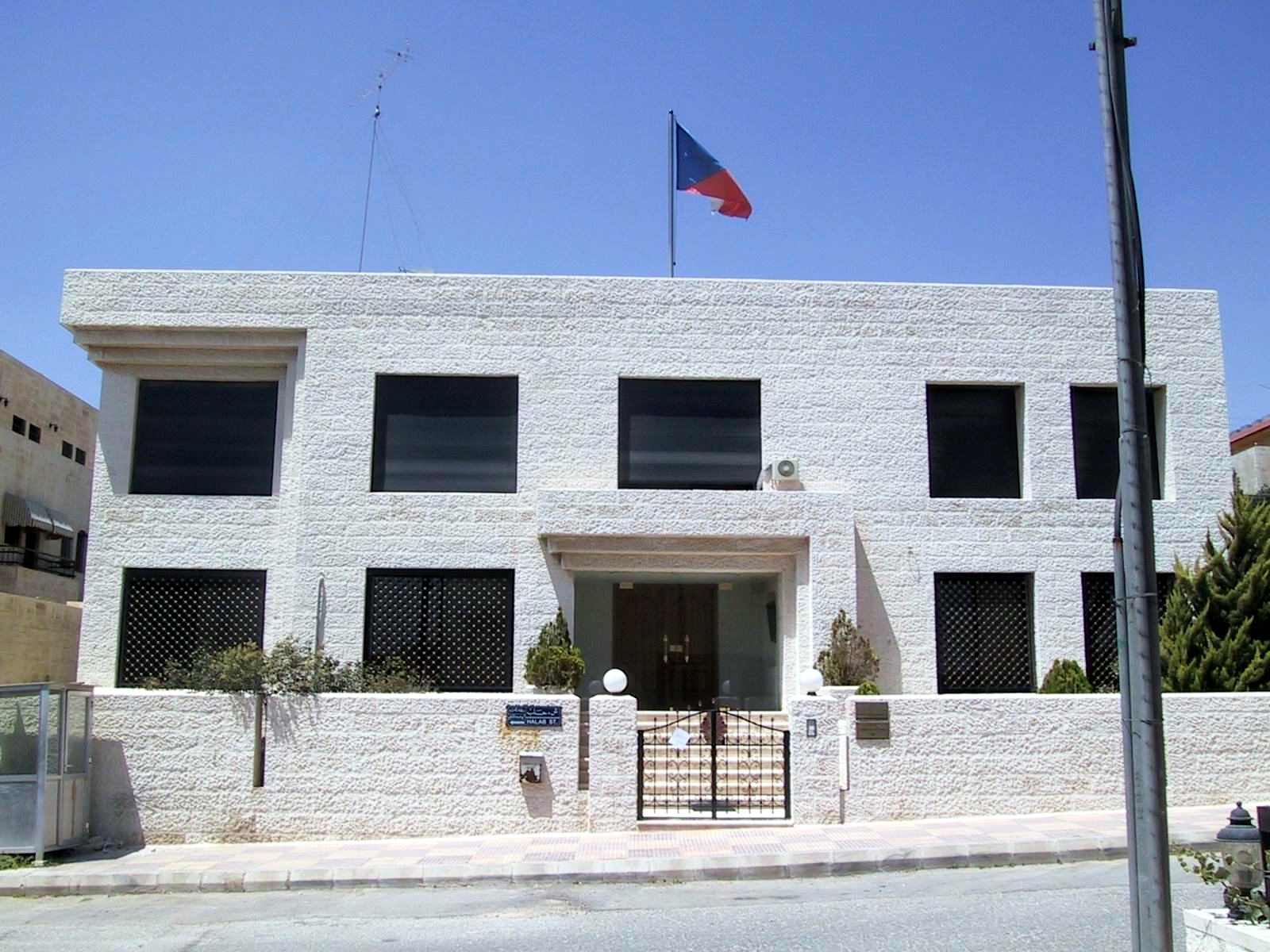
Česká ambasáda v Ammánu

- Severní Korea (Pchjongjang) - dočasně uzavřen[3]
- Singapur (Singapur)
- Spojené arabské emiráty (Abú Zabí)
- Sýrie (Damašek)
- Thajsko (Bangkok)
- Turecko (Ankara)
- Uzbekistán (Taškent)
- Vietnam (Hanoj)

### Afrika
- Alžírsko (Alžír)
- Egypt (Káhira)
- Etiopie (Addis Abeba)
- Ghana (Akkra)
- Jižní Afrika (Pretorie)
- Keňa (Nairobi)
- Konžská demokratická republika (Kinshasa)
- Mali (Bamako)
- Maroko (Rabat)
- Nigérie (Abuja)
- Senegal (Dakar)
- Tunisko (Tunis)
- Zambie (Lusaka)

### Amerika

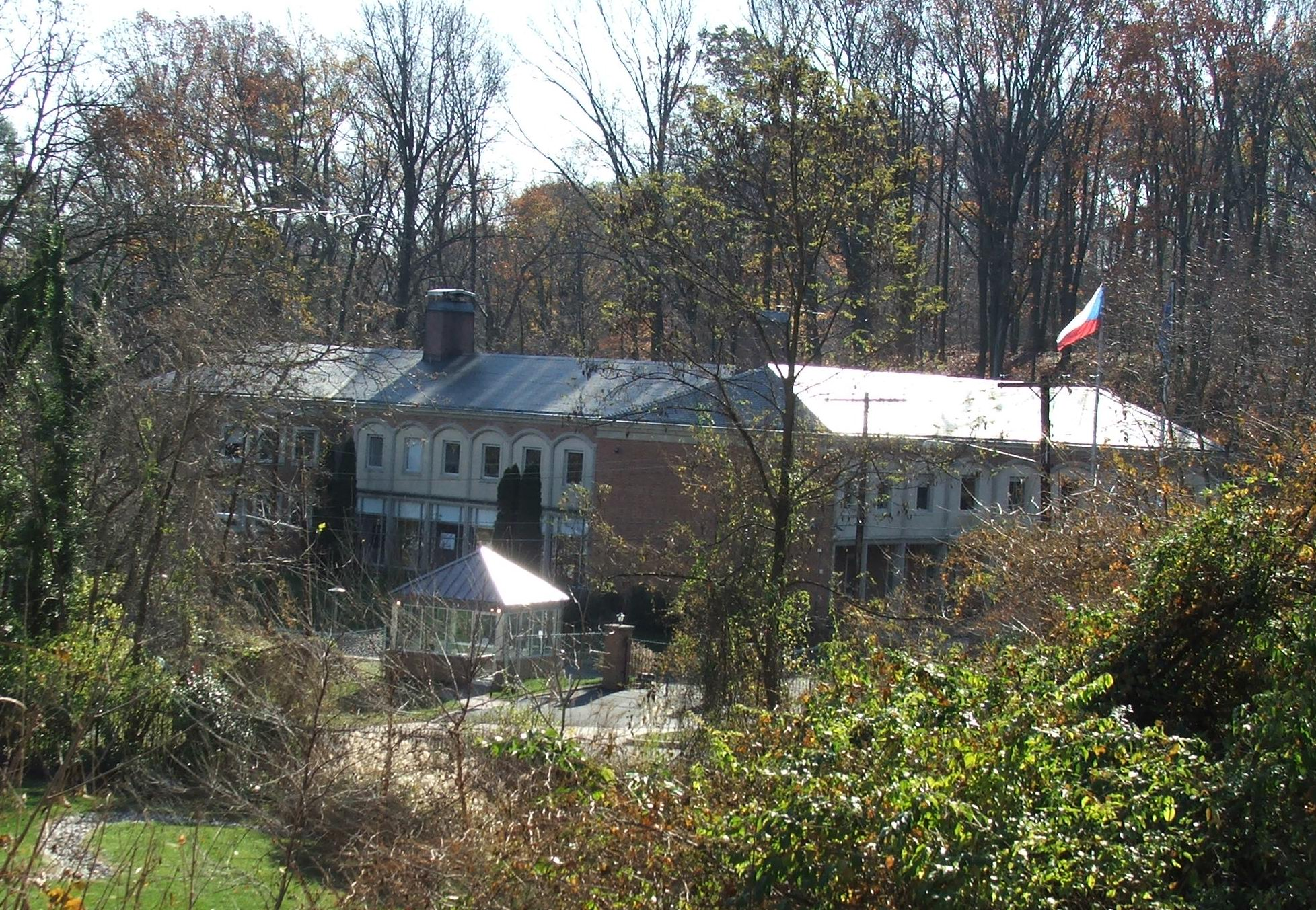
Česká ambasáda ve Washingtonu, D.C.

- Argentina (Buenos Aires)
- Brazílie (Brasília)
- Chile (Santiago de Chile)
- Kolumbie (Bogotá)
- Kanada (Ottawa)
- Kuba (Havana)
- Mexiko (Ciudad de México)
- Peru (Lima)
- Spojené státy americké (Washington)

### Austrálie a Oceánie
- Austrálie (Canberra)

### Zaniklé státy
- Sovětský svaz (Moskva) – Seznam československých diplomatů
- Východní Německo (Východní Berlín) – Seznam československých diplomatů
- Německá říše (Berlín) – Seznam československých diplomatů

## Generální konzulát[1]
- Austrálie (Sydney)
- Brazílie (São Paulo)
- Čína (Hongkong)
- Čína (Šanghaj)
- Čína (Chengdu)
- Irák (Erbíl)
- Itálie (Milán)
- Kanada (Toronto)
- Německo (Mnichov)
- Německo (Drážďany)
- Německo (Düsseldorf)
- Spojené státy americké (Chicago)
- Spojené státy americké (Los Angeles)
- Spojené státy americké (New York)
- Ukrajina (Lvov)
- Turecko (Istanbul)

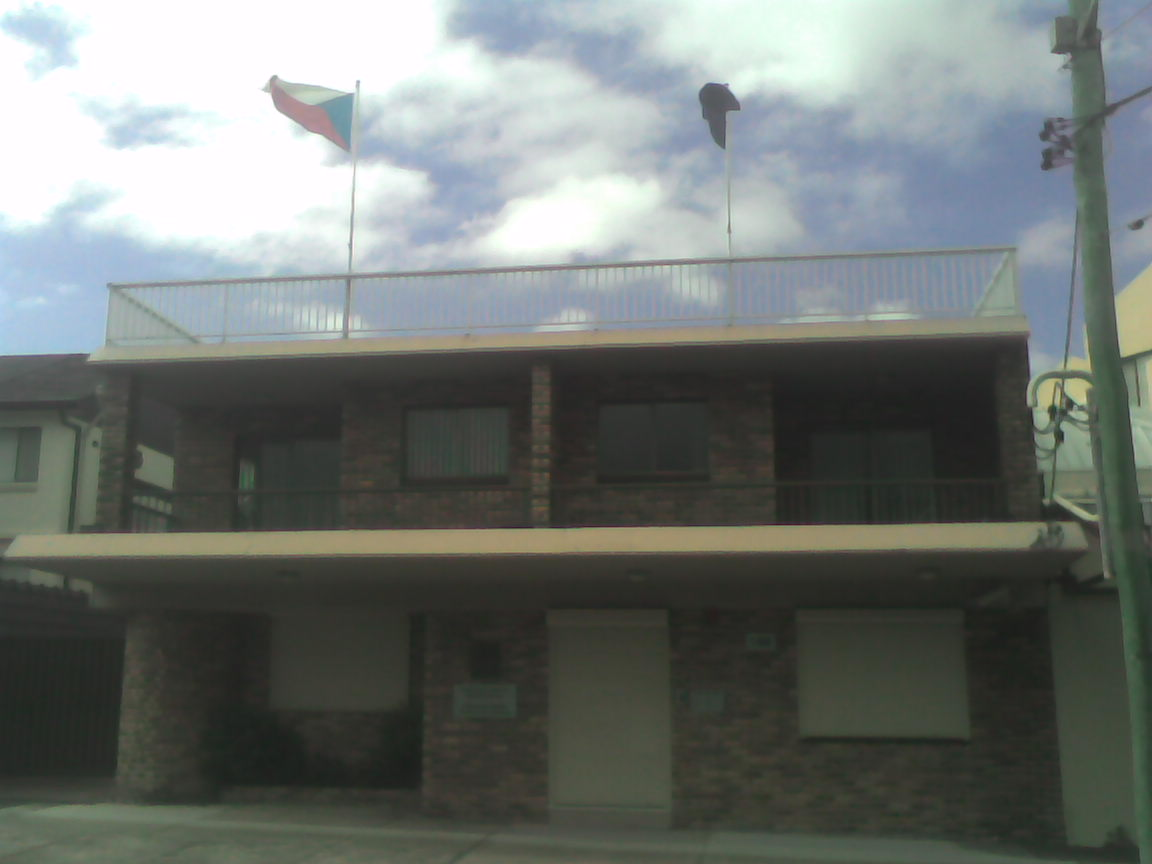
Generální konzulát v Sydney

- Velká Británie (Manchester)

## Honorární konzulát[1]
- Albánie (Saranda)
- Andorra (Andorra la Vella)
- Angola (Luanda)
- Antigua a Barbuda (Saint John's)
- Argentina (Mendoza)
- Argentina (Presidencia Roque Sáenz Peňa)
- Austrálie (Adelaide)
- Austrálie (Brisbane)
- Austrálie (Hobart)
- Austrálie (Melbourne)
- Austrálie (Perth)
- Bahrajn (Manáma)
- Bangladéš (Dháka)
- Belgie (Antverpy) – honorární generální konzulát
- Belgie (Gent)
- Belgie (Liege)
- Belgie (Namur)
- Belize (Orange Walk Town)
- Bělorusko (Brest)
- Bolívie (Santa Cruz de la Sierra)
- Bolívie (La Paz)
- Botswana (Gaborone)
- Brazílie (Batayporã)
- Brazílie (Belo Horizonte)
- Brazílie (Curitiba)
- Brazílie (Fortaleza)
- Brazílie (Porto Alegre)
- Brazílie (Salvador)
- Brazílie (Recife)
- Bulharsko (Plovdiv)
- Bulharsko (Varna)
- Burkina Faso (Ouagadougou)
- Čad (N'Djamena)
- Dánsko (Aarhus)
- Dominikánská republika (Santo Domingo) – honorární generální konzulát
- Džibutsko (Džibuti) – honorární generální konzulát
- Ekvádor (Quito)
- Ekvádor (Guayaquil) – honorární generální konzulát
- Filipíny (Cebu)
- Filipíny (Davao)
- Finsko (Oulu)
- Finsko (Tampere)
- Finsko (Vaasa)
- Francie (Bordeaux)
- Francie (Dijon)
- Francie (Guadeloupe)
- Francie (Lille)
- Francie (Lyon)
- Francie (Štrasburk)
- Francie (Toulouse)
- Francie (Marseille)
- Francie (Nantes)
- Gabon (Libreville)
- Gambie (Banjul)
- Guatemala (Guatemala)
- Guinea (Konakry)
- Guyana (Georgetown)
- Haiti (Port-au-Prince)
- Honduras (Roatán)
- Honduras (Tegucigalpa)
- Indie (Bengalúr)
- Indie (Čennaí)
- Indie (Kalkata)
- Indie (Bombaj)
- Indonésie (Sanur)
- Indonésie (Surabaja)
- Island (Reykjavík)
- Itálie (Ancona)
- Itálie (Cagliari)
- Itálie (Florencie)
- Itálie (Janov)
- Itálie (Neapol)
- Itálie (Palermo)
- Itálie (Udine)
- Izrael (Haifa) – honorární generální konzulát
- Izrael (Ejlat)
- Izrael (Jeruzalém)
- Jamajka (Kingston)
- Japonsko (Naha)
- Japonsko (Sakai)
- Japonsko (Sapporo)
- Jemen (Saná)
- Kamerun (Douala)
- Kanada (Calgary) – honorární generální konzulát
- Kanada (Charlottetown)
- Kanada (Montréal)
- Kanada (Vancouver)
- Kanada (Victoria)
- Kanada (Winnipeg)
- Kapverdy (Praia)
- Kazachstán (Almaty)
- Kolumbie (Barranquilla)
- Kolumbie (Bucaramanga)
- Kolumbie (Cali)
- Kolumbie (Cartagena)
- Kolumbie (Ibagué)
- Konžská demokratická republika (Kinshasa)
- Konžská republika (Brazzaville)
- Kostarika (San José)
- Kypr (Lemesos)
- Kyrgyzstán (Biškek)
- Laos (Vientiane)
- Lichtenštejnsko (Vaduz)
- Lucembursko (Lucemburk)
- Malajsie (Kota Kinabalu)
- Malawi (Lilongwe)
- Maledivy (Malé)
- Maroko (Casablanca) – honorární generální konzulát
- Maroko (Fes)
- Marshallovy ostrovy (Majuro)
- Mauricius (Port Louis)
- Mauritánie (Nuakšott)
- Mexiko (Cancún)
- Mexiko (Emiliano Zapata)
- Mexiko (Guadalajara)
- Mexiko (Guadalupe)
- Mexiko (Tijuana)
- Moldavsko (Bălți)
- Monako (Monte Carlo) – honorární generální konzulát
- Mosambik (Maputo)
- Myanmar (Barma) (Mandalaj)
- Namibie (Windhoek)
- Německo (Stuttgart)
- Německo (Frankfurt nad Mohanem)
- Německo (Hamburk)
- Německo (Norimberk)
- Německo (Rostock)
- Nepál (Káthmándú) – honorární generální konzulát
- Niger (Niamey)
- Nikaragua (Managua)
- Nizozemsko (Groningen)
- Norsko (Bergen)
- Norsko (Sjovegan)
- Norsko (Trondheim)
- Nový Zéland (Auckland) – honorární generální konzulát
- Nový Zéland (Queenstown)
- Omán (Maskat)
- Pákistán (Karáčí)
- Pákistán (Láhaur)
- Pákistán (Péšávar)
- Palau (Koror)
- Palestina (Betlém)
- Panama (Panamá)
- Papua Nová Guinea (Port Moresby) – honorární generální konzulát
- Paraguay (Asunción)
- Peru (Callao)
- Pobřeží slonoviny (Abidžan)
- Polsko (Bydhošť)
- Polsko (Čenstochová)
- Polsko (Lodž)
- Polsko (Poznaň)
- Polsko (Štětín)
- Polsko (Vratislav)
- Portugalsko (Faro)
- Portugalsko (Funchal)
- Portugalsko (Ponta Delgada)
- Portugalsko (Porto)
- Rakousko (Graz)
- Rakousko (Linec)
- Rakousko (Salcburk)
- Rakousko (Wattens)
- Rumunsko (Temešvár) – honorární generální konzulát
- Rwanda (Kigali)
- Řecko (Heráklion)
- Řecko (Kerkýra)
- Řecko (Pireus)
- Řecko (Rhodos)
- Řecko (Soluň)
- Salvador (San Salvador)
- Saúdská Arábie (Džidda)
- Seychely (Victoria)
- Singapur (Singapur)
- Spojené státy americké (Anchorage) – honorární generální konzulát
- Spojené státy americké (Atlanta)
- Spojené státy americké (Boston) – honorární generální konzulát
- Spojené státy americké (Boulder)
- Spojené státy americké (Honolulu)
- Spojené státy americké (Houston)
- Spojené státy americké (Charlotte)
- Spojené státy americké (Kansas City)
- Spojené státy americké (Las Vegas)
- Spojené státy americké (Lincoln)
- Spojené státy americké (Little Rock)
- Spojené státy americké (Livingston)
- Spojené státy americké (Miami)
- Spojené státy americké (Minneapolis)
- Spojené státy americké (New Orleans)
- Spojené státy americké (Orlando)
- Spojené státy americké (Filadelfie)
- Spojené státy americké (Phoenix)
- Spojené státy americké (Pittsburgh)
- Spojené státy americké (Portland)
- Spojené státy americké (San Francisco) – honorární generální konzulát
- Spojené státy americké (Salt Lake City)
- Spojené státy americké (San Juan) – honorární generální konzulát
- Spojené státy americké (Seattle)
- Srí Lanka (Kolombo)
- Súdán (Chartúm)
- Surinam (Paramaribo)
- Svatý Tomáš a Princův ostrov (São Tomé)
- Svatý Vincenc a Grenadiny (Kingstown)
- Sýrie (Aleppo)
- Sýrie (Latákie)
- Španělsko (Barcelona)
- Španělsko (Benidorm)
- Španělsko (Bilbao)
- Španělsko (Gijón)
- Španělsko (Marbella)
- Španělsko (Palma de Mallorca)
- Španělsko (Tenerife)
- Švédsko (Malmö)
- Švýcarsko (Basilej)
- Švýcarsko (Curych)
- Thajsko (Phuket)
- Togo (Lomé)
- Turecko (Mersin)
- Uganda (Kampala)
- Ukrajina (Dnipro) – dočasně uzavřen
- Ukrajina (Charkov) – dočasně uzavřen
- Uruguay (Montevideo)
- Spojené království (Belfast)
- Spojené království (Edinburgh)
- Spojené království (Gibraltar)
- Spojené království (Peterborough)
- Vietnam (Haiphong)
- Vietnam (Ho Či Minovo Město)
- Zimbabwe (Harare)

## Stálé mise, delegace a zastoupení[4]
- Belgie (Brusel) – Stálá delegace ČR při NATO
- Belgie (Brusel) – Stálé zastoupení České republiky při Evropské unii
- Francie (Paříž) – Stálá mise ČR při OECD
- Francie (Paříž) – Stálá mise ČR při UNESCO
- Francie (Štrasburk) – Stálá mise ČR při Radě Evropy
- Spojené státy americké (New York) – Stálá mise ČR při OSN
- Švýcarsko (Ženeva) – Stálá mise ČR při Evropské úřadovně OSN
- Rakousko (Vídeň) – Stálá mise ČR při OSN, OBSE a dalších mezinárodních organizacích

## Další formy české přítomnosti v zahraničí
- Palestina (Rámaláh) – Styčný úřad
- Tchaj-wan (Tchaj–pej) – Česká ekonomicko–kulturní kancelář
- Česká centra ve světových metropolích